# تینوو
تینوو (به لاتین: Tynowo) یک منطقهٔ مسکونی در لهستان است که در Gmina Markusy واقع شده‌است.